# Agnes Gerlach
Agnes Gerlach, född Agnes Metzger, 3 augusti 1888 i Nürnberg, död där 13 december 1976, var en tysk kvinnorättskämpe och kommunalpolitiker.
Gerlach inrättade 1916 i hemstaden Verein für Deutsche Frauenkultur och övertog föreningens ledning fram till 1956. Mellan 1918 och 1954 var hon ledare av föreningens överregionala motsvarighet. Hon fungerade dessutom som utgivare av föreningens tidskrift. Gerlach var 1919 till 1924 ledamot i Nürnbergs stadsråd för Deutsche Demokratische Partei. Hon etablerade seniorboendet Albert-Schweitzer i Nürnberg.